# هيديو ايشيجورو
هيديو ايشيجورو (باليابانية: 石黒 英雄 ) (و. 1989  م) هو ممثل ياباني، ولد في توتشيغي، توتشيغي.

## وصلات خارجية
- هيديو ايشيجورو على موقع IMDb (الإنجليزية)
- هيديو ايشيجورو على موقع ميوزك برينز (الإنجليزية)
- هيديو ايشيجورو على موقع أول موفي (الإنجليزية)
- هيديو ايشيجورو على موقع قاعدة بيانات الفيلم (الإنجليزية)